# Kursächsische Postmeilensäule Strehla

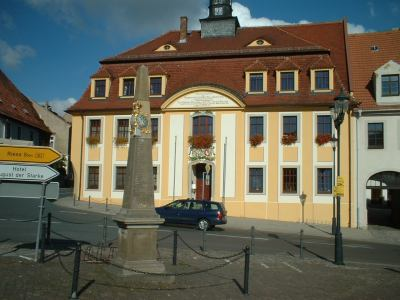
Distanzsäule Strehla

Die denkmalgeschützte kursächsische Postmeilensäule Strehla gehört zu den Postmeilensäulen, die im Auftrag des Kurfürsten Friedrich August I. von Sachsen durch den Land- und Grenzkommissar Adam Friedrich Zürner in der ersten Hälfte des 18. Jahrhunderts im Kurfürstentum Sachsen errichtet wurden. Sie befindet sich auf dem Marktplatz der sächsischen Stadt Strehla im Landkreis Meißen. 

## Geschichte
Die Säule wurde 1729 vor dem Oschatzer Tor aufgestellt. Sie besteht aus Cottaer Sandstein aus der Region um Pirna und wurde nach dem Abbruch des Tores 1848 auf den Marktplatz umgesetzt. Später sollte sie im Zuge der Neupflasterung des Platzes an einen Steinhändler verkauft werden. Nach Einspruch der Schlossherren wurde die Säule auf den Schlossplatz umgesetzt. 1961 erfolgte eine vollständige Erneuerung der stark verwitterten Säule, die im darauffolgenden Jahr wieder auf dem Markt vor dem Rathaus aufgestellt wurde. 1992 erfolgte eine erneute Restaurierung.

## Aufbau
Wie fast alle Distanzsäulen besteht sie aus sieben Teilen. Sockel, Postament und Postamentbekrönung bilden den Unterbau.
Der Oberbau besteht aus Zwischenplatte, Schaft, Wappenstück und Spitze.